# Norberto Morais
Norberto Morais (Calw - Alemanha, 15 de Fevereiro de 1975) é um escritor e poeta português.

## Biografia
Norberto Morais nasceu na Alemanha, na mesma pequena cidade onde, um século antes, nascera o escritor Hermann Hesse. Aos 6 anos veio para Portugal, onde foi criado pelos avós, na vila ribatejana de Marinhais. Aos 20 anos mudou-se para Lisboa ao ingressar na Faculdade. Licenciou-se em Psicologia Clínica pelo ISPA (Instituto Português de Psicologia Aplicada). Enquanto estudava manteve uma banda musical, na qual era vocalista, letrista, músico e compositor. Trabalhou como psicólogo voluntário na Associação Portuguesa de Apoio à Vítima (APAV), frequentando, em simultâneo, a escola de jazz Hot Clube, em Lisboa.

## Carreira
Norberto Morais começou a escrever muito jovem, mas só depois de terminar a faculdade decidiu abraçar a carreira de escritor. Ainda com 29 anos, terminou o seu primeiro romance O Sítio do Lugar Nenhum, que viria a ser editado em 2008 com o título “Vícios de Amor”, por exigência da editora. Obra que recusou reeditar até poder fazê-lo com o título original, “O Sítio do Lugar Nenhum”, publicada este ano (2020) pela Relógio D’ Água, editora que acolhe os restantes títulos da sua obra.  
Em 2013 foi finalista do Prémio Leya (Portugal) com o romance O Pecado de Porto Negro, e em 2016 do Prémio Oceano (Brasil), conquistando a crítica e catapultando-o para o reconhecimento público. Editado no Brasil em 2015, O Pecado de Porto Negro despertou o interesse da rede de televisão Globo, que acabou comprando os direitos de autor para sua adaptação a uma série televisiva.
Em 2019 lançou o seu terceiro romance, A Balada do Medo, obra nomeada pela Sociedade Portuguesa de Autores (SPA) para melhor romance de 2019 (Prémio Autores).
Pelo meio conta como vários trabalhos de poesia, conto e crónicas, entre os quais se destaca A Desgraça de Amarílio Mendietta, uma novela / conto da qual existe apenas uma restrita edição de autor.

## Obras Publicadas
Romances
- O Sítio do Lugar Nenhum (Vícios de Amor) - 2008

- O Pecado de Porto Negro - 2014

- A Balada do Medo - 2019

Contos / Novelas
- A Desgraça de Amarílio Mendietta - 2016